# Tremar
Tremar – przysiółek w Anglii, w hrabstwie Kornwalii, w dystrykcie (unitary authority) Kornwalia. Leży 4 km od miasta Liskeard, 48,3 km od miasta Truro i 327,9 km od Londynu. W 2015 miejscowość liczyła 648 mieszkańców.